# (2711) Aleksandrov
(2711) Aleksandrov es un asteroide perteneciente al cinturón de asteroides descubierto el 31 de agosto de 1978 por Nikolái Stepánovich Chernyj desde el Observatorio Astrofísico de Crimea, en Naúchni.

## Designación y nombre
Aleksandrov se designó inicialmente como 1978 QB2.
Más adelante, en 1984, fue nombrado en honor del físico ruso Anatoli Aleksándrov (1903-1994).

## Características orbitales
Aleksandrov está situado a una distancia media de 3,007 ua del Sol, pudiendo acercarse hasta 2,71 ua y alejarse hasta 3,304 ua. Tiene una excentricidad de 0,09871 y una inclinación orbital de 10,28 grados. Emplea 1904 días en completar una órbita alrededor del Sol.

## Características físicas
La magnitud absoluta de Aleksandrov es 11,6